# Лилъёхан
Лилъёхан (устар. Лиль-Ёган) — река в России, протекает по территории Ямало-Ненецкого автономного округа. Устье реки находится в 6 км по правому берегу реки Айёган. Длина реки — 20 км. В 5 км от устья по правому берегу реки впадает река Сухмытынгъёхан.

## Данные водного реестра
По данным государственного водного реестра России относится к Нижнеобскому бассейновому округу, водохозяйственный участок реки — Таз. Речной бассейн реки — Таз.
Код объекта в государственном водном реестре — 15050000112115300065581.